# Gerald Thorne
Gerald Thorne (Vernal, Utah, 1890 – Madison, Wisconsin, 1975) va ser un zoòleg estatunidenc.
Va rebre el seu Ph.D. el 1918 al Utah Agricultural College. Gran part de la seva carrera va transcórrer a la divisió de nematodes de la USDA Division of Nematology, a Utah. Thorne va descriure unes 467 espècies de nematodes i inicià o establir 70 gèneres, 23 subfamílies, 20 famílies, vuit superfamílies, i un ordre. Va treballar especialment en els danys per mematodes fitopatògens en la remolatxa i l'espècie Heterodera schachtii. El seu llibre de 1961, Principles of Nematology va ser un clàssic i encara s'utilitza actualment.